# Meles (släkte)
Meles är ett släkte i familjen mårddjur med tre arter. Det vetenskapliga namnet är bildat av det latinska ordet för grävling eller mård.
- Europeisk grävling (Meles meles)
- Meles leucurus
- Japansk grävling (Meles anakuma)

Fram till 1990-talet betraktades den europeiska grävlingen som enda art i släktet Meles. Nyare undersökningar av individernas penisben (baculum) och molarer samt studier av djurets mitokondriellt DNA visade däremot att två populationer i centrala Asien och på Japan förtjänar artstatus.
Arterna är inte hotade i beståndet och de listas av IUCN som livskraftiga (LC).